# Дюсуше, Сергей Александрович
Сергей Александрович Дюсуше (1937—1984) — советский геолог, первопроходец промышленного освоения севера. Заслуженный работник народного хозяйства Коми АССР.

## Биография
Родился в Баку. В 1960 году окончил факультет бурения нефтяных и газовых скважин Московского института нефтяной и газовой промышленности, специальность — горный инженер.
Работал помощником бурильщика, бурильщиком, инженером, начальником участка бурения в экспедиции глубокого бурения № 1 треста «Войвожнефтегазразведка» Ухтинского территориального геологического управления МИНГЕО РСФСР.
Затем главный инженер нефтеразведочной экспедиции треста «Вуктылнефтегазразведка», в 1970—1975 главный инженер, в 1975—1978 начальник Усинской нефтеразведочной экспедиции глубокого бурения № 4.
Руководил разведкой нефтяных и газовых месторождений северной части Тимано-Печорской нефтегазовой провинции.
С 1980 года главный инженер Производственного геологического объединения «Ухтанефтегазгеология».
Участвовал в открытии Западно-Тэбукского, Пашнинского, Савиноборского, Вуктыльского, Усинского, Возейского и Харьягинского месторождений нефти и газа.
Награждён орденом Трудового Красного Знамени (1971) и двумя медалями.
Его именем названо одно из нефтяных месторождений Хорейверской впадины на территории Ненецкого национального округа (Дюсушевское).
Умер в мае 1984 г.
В Усинске ему установлен памятник.